# Grasgehren

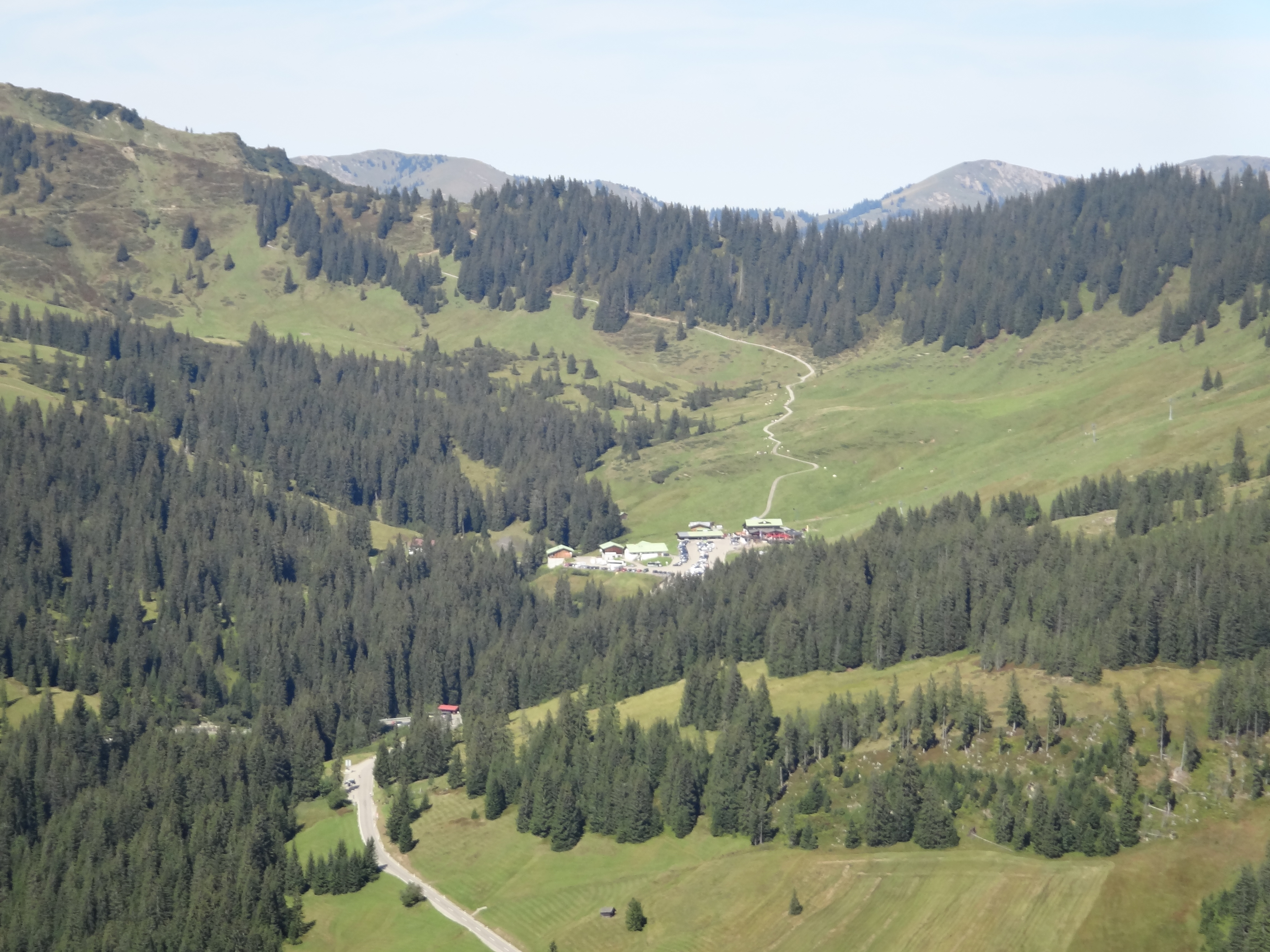
Riedbergpassstraße und Grasgehren

Grasgehren liegt auf 1447 m und ist ein Ortsteil der Ortsgemeinde Obermaiselstein im schwäbischen Landkreis Oberallgäu in Bayern.

## Nutzung als Skigebiet
Im Winter wird das Gebiet als Ski- und Snowboardgebiet genutzt. Mit elf Pistenkilometern ist das Skigebiet Grasgehren ein kleines Skigebiet. Zwischen 1400 und 1700 Höhenmetern werden die Skifahrer mit fünf Liften befördert.
Seit 2011 befindet sich die längste Skicross-Strecke im Weltcup mit 975 Metern in Grasgehren.
Ab 2016 führten Überlegungen, das Gebiet auszubauen und durch einen weiteren Lift am Riedberger Horn mit dem benachbarten Skigebiet Balderschwang zu verbinden, zu langanhaltenden Diskussionen zwischen Naturschützern, Politik und Gemeinden. Ab April 2018 wurde das Projekt nicht weiter verfolgt.